# Attaque du 29 octobre 2020 à Djeddah
L'attentat du 29 octobre 2020 à Djeddah est un attentat survenu le 29 octobre 2020 au consulat général de France à Djeddah, en Arabie saoudite, ayant fait un blessé.

## Contexte
L'attentat survient dans un contexte de fortes tensions entre la France et certains pays musulmans après qu'Emmanuel Macron a affirmé que la France ne « renoncerait pas aux caricatures » lors de l'hommage à Samuel Paty, provoquant une vague de réprobation et d'appels au boycott des produits français dans plusieurs pays.
Le même jour, un attentat fait 3 morts à la basilique Notre-Dame de Nice. Deux tentatives d'attaques au couteau ont également eu lieu à Lyon et à Avignon.

## Attentat
Le 29 octobre 2020, un saoudien attaque au couteau un vigile du consulat général de France à Djeddah le blessant légèrement. L'attaquant à ensuite été arrêté par les forces de sécurité saoudiennes.

## Réactions
L'ambassade de France en Arabie saoudite a exprimé "sa confiance dans les autorités saoudiennes pour faire la lumière sur cette attaque et assurer la sécurité des emprises et de la communauté françaises dans le pays" et a appelé les ressortissants dans le pays à "faire preuve d'une vigilance maximale".